# Arno Schuri
Arno Schuri (* 5. Oktober 1983) ist ein ehemaliger österreichischer Fußballspieler.

## Karriere
Schuri begann seine Karriere beim SV Afritz. Zur Saison 2000/01 wechselte er zum Zweitligisten BSV Bad Bleiberg. Sein Debüt in der zweiten Liga gab er im Mai 2002, als er am 36. Spieltag der Saison 2001/02 gegen den SV Wörgl in der Startelf stand. Dies war sein einziger Saisoneinsatz. In der Saison 2002/03 kam er zu zwei Zweitligaeinsätzen. Zur Saison 2003/04 wurde Bad Bleiberg vom FC Kärnten übernommen und firmierten fortan als BSV Juniors Villach. Für die Juniors spielte Schuri elf Mal in der zweithöchsten Spielklasse, aus der die Kärntner allerdings zu Saisonende abstiegen, woraufhin der Verein kurz darauf aufgelöst wurde.
Daraufhin wechselte er zur Saison 2004/05 nach Wien zur viertklassigen ISS Admira Landhaus. Im Jänner 2006 kehrte er wieder in seine Kärntner Heimat zurück und schloss sich dem Villacher SV an, für den er bis 2011 zu mindestens 99 Einsätzen in der Kärntner Liga kam. Nach dem Aufstieg des VSV in die Regionalliga kam er in der Saison 2011/12 nur noch für die Reserve des Vereins zum Einsatz, ehe er in der Winterpause der Saison 2011/12 seine Karriere als Aktiver beendete.